# Nagellack

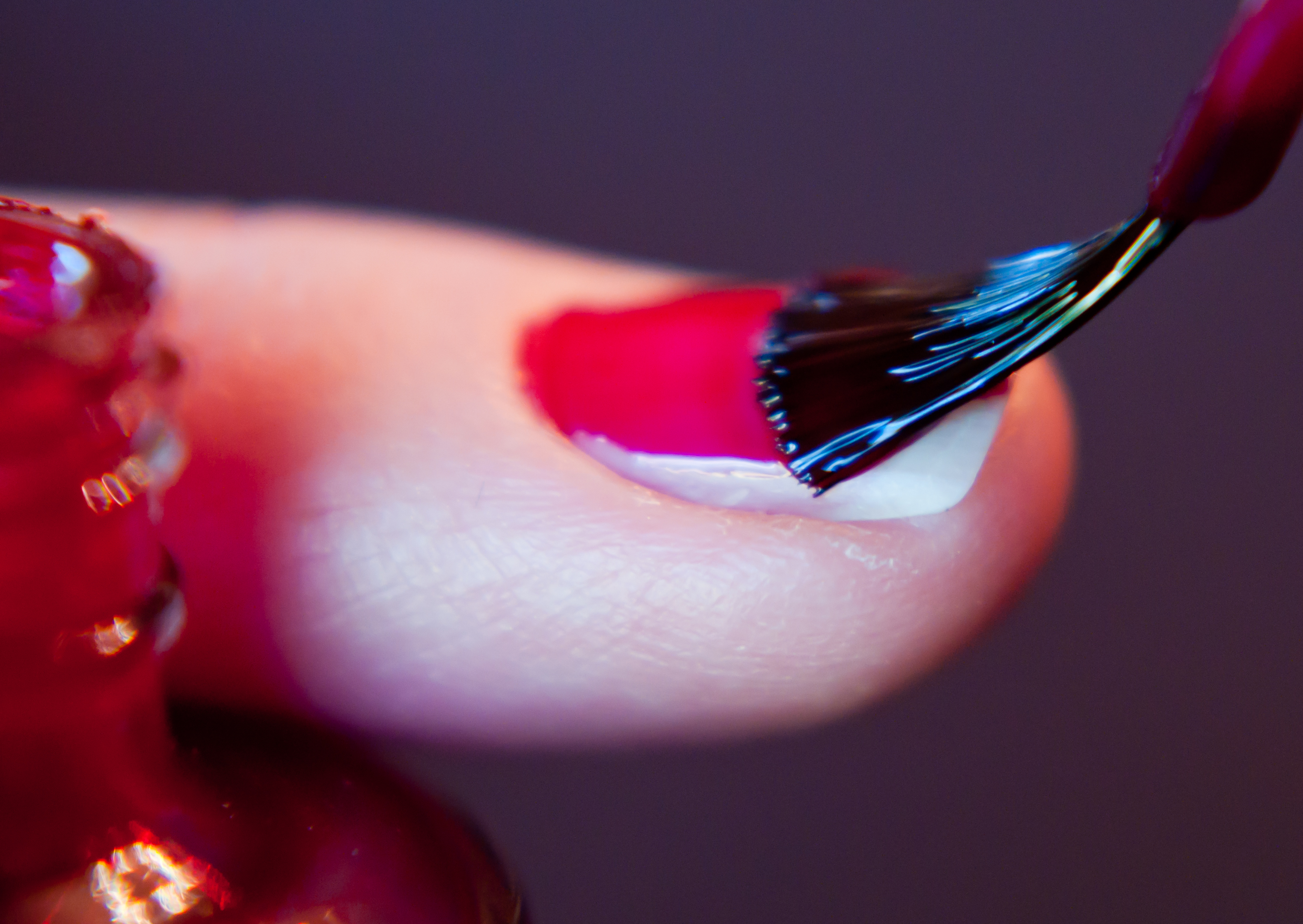
En fingernagel som får rött nagellack.

Nagellack är ett lack som man målar på finger- och tånaglar, främst i syfte att dekorera eller försköna nageln men ibland även för att stärka och skydda. Den typen av nagellack som ofta används hemma är en sort som torkar efter en stund. Det finns även andra typer av nagellack som oftast används på salonger, bland annat s.k. gellack, som kräver UV-ljus för att torka, och akrylnagellack. 

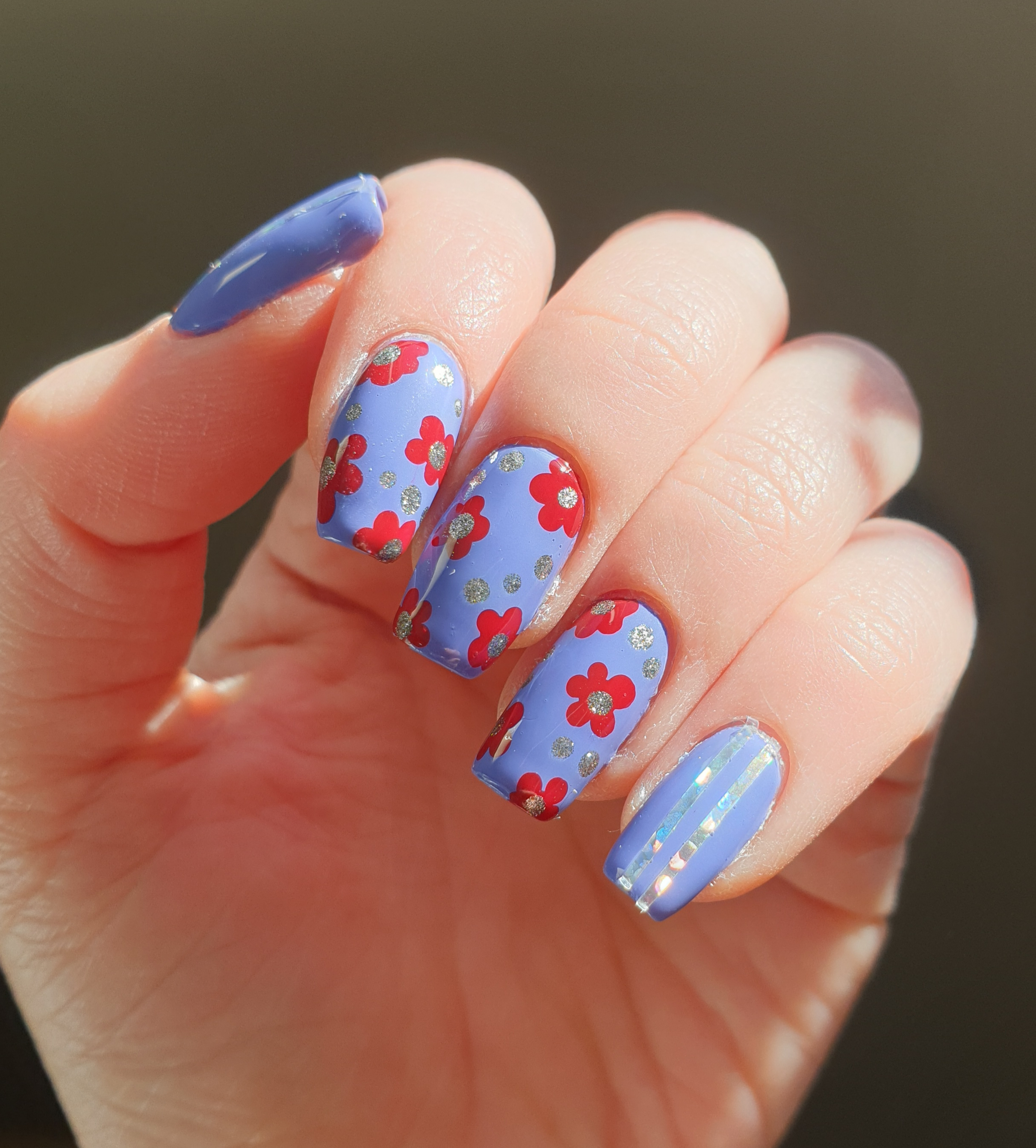
Målade naglar

För att ta bort nagellack används oftast aceton eller olika acetonfria nagellacksborttagningar. 

## Typer av lack

### Baslack
Baslack är ofta genomskinliga eller lätt mjölkvita till färgen. De appliceras först av alla lack och används ofta för att jämna ut nageln och för att det färgade lacket skall fästa ordentligt. Vissa baslack säger sig även förhindra att nageln blir missfärgad till följd av de färgade lacken.

### Topplack
Topplack, även kallade överlack, är helt genomskinliga och har antingen en matt eller glansig finish. Topplack lägger sig som ett skyddande lager ovanpå de lager som finns under och förhindrar att färgen nöts bort eller blir skadad av UV-ljus.

### Färgade lack
Färgade lack finns i en rad olika färger och egenskaper. En variant i detta fall syftar på sättet lacket bland annat reflekterar ljus eller hur genomskinligt det är.
Pigmenterade lack finns både som opakt och halvgenomskinligt lack. De halvgenomskinliga varianterna brukar kräva flera lager för att ge ett bra resultat. Nagellack har ofta en ungefärlig hållbarhet på ett par år, men tar skada av temperaturväxlingar eller växlande luftfuktighet och bör förvaras därefter med ordentligt åtdragen kork. Innan påstrykning av nya lager i olika färger behöver det föregående lagret torka, vilket brukar ta några minuter. Naglarna behöver även vila efter att det sista lagret strukits på innan händerna kan användas normalt igen. Ett lagers torrhet kan testas genom att försiktigt nudda det med fingertoppen.

## Typer av finish

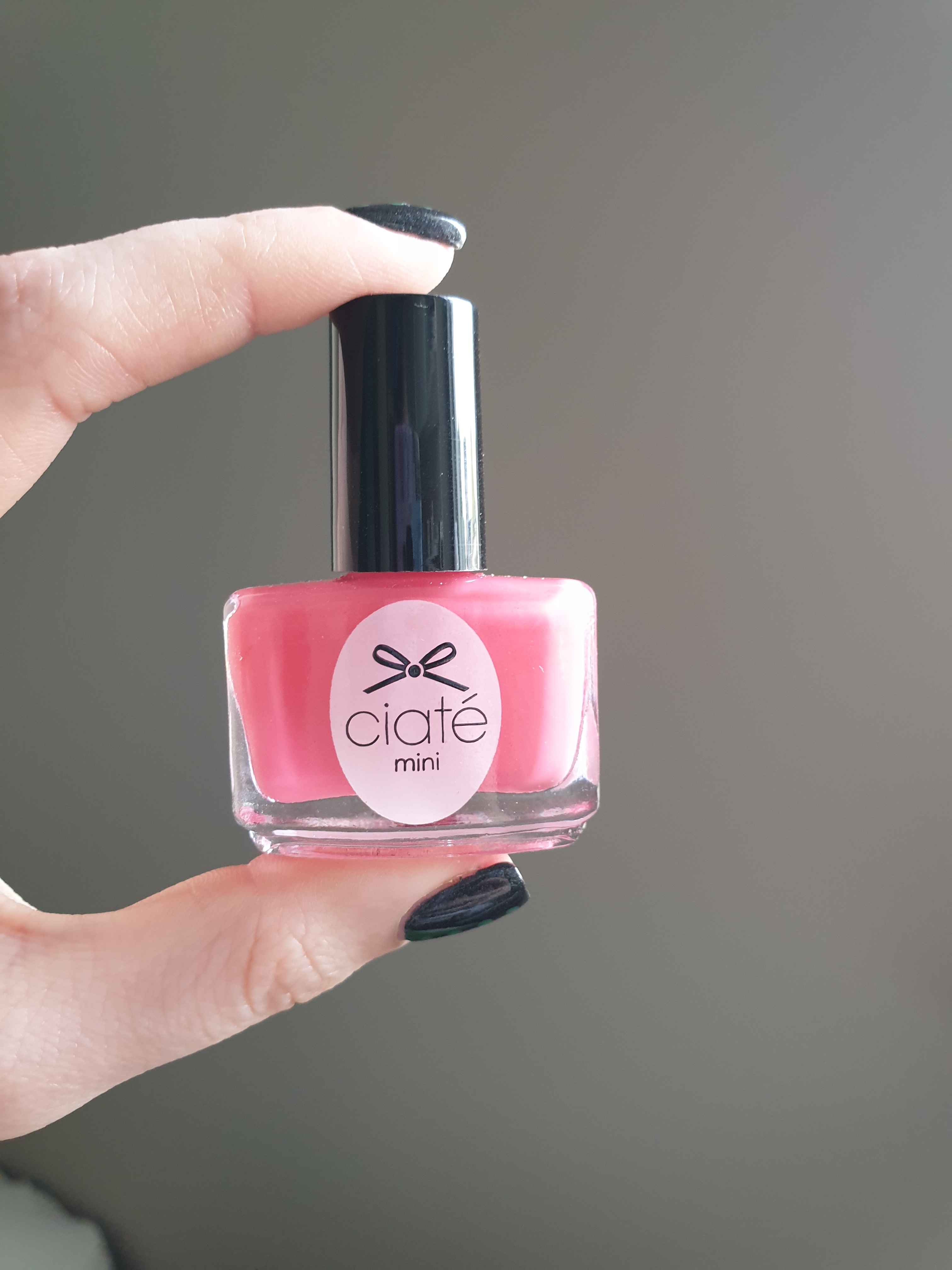
Ett rosa cremelack

Creme - syftar på lack som torkar till en solid, ogenomskinlig färg med en glansig yta.
Skimmer - är som namnet antyder lack som har mikroskopiska glitterpartiklar som ger lacket ett skimmer.
Matt - lack som är matta är generellt som cremelack fast utan en glansig yta.
Holografisk - holografiska lack (även kallade hololack) är nagellack som innehåller glitter som reflekterar ljus i regnbågsfärger beroende på hur ljuset träffar nagelytan. Holografiska lack kan ha både större mer synliga glitterbitar eller mycket fint glitter som bara ger en regnbågseffekt utan att synas.

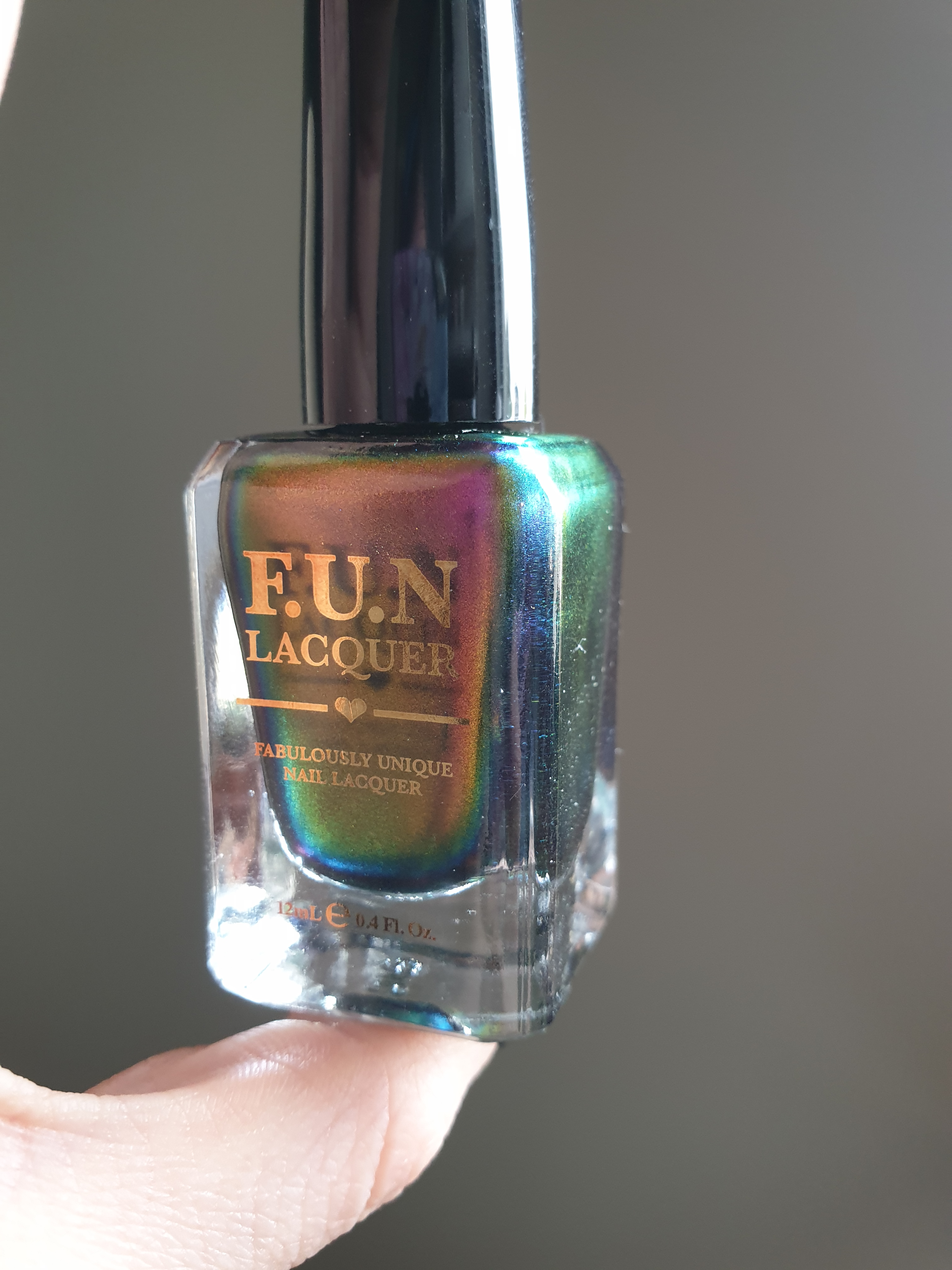
Ett multichrome nagellack som skiftar i bland annat rött, rosa och guld

Glitter - glitterlack är nagellack som innehåller glitter.
Multichrome/Duochrome - nagellack som beroende på ljusets infallsvinkel ser ut att vara olika färger. Lacken kan skifta mellan två eller fler färger.
Iriseringslack - dessa lack har en iriserande eller s.k. iridescens-finish. 
Jelly - lack som inte blir helt täckande utan ser lätt genomskinliga ut även om ett flertal lager appliceras.
Magnetisk - magnetiska lack har små partiklar i sig som med hjälp av en magnet kan förflytta sig efter applicering på nageln. 
Metallisk - lack som reflekterar ljus på ett sätt som försöker efterlikna metall.

## Innehåll
Nagellack innehåller fyra viktiga komponenter: lösningsmedel, filmbildare, mjukgörare och färgpigment. Vanligaste filmbildaren är nitrocellulosa och graden av dess polymerisering styr hur visköst nagellacket blir. Ett vanligt lösningsmedel för nitrocellulosa är etylacetat. Även andra lösningsmedel, som isopropylalkohol, toluensulfonamid och formaldehyd, brukar ingå för att sänka viskositeten och minska risken för sekundär filmbildning. Enbart filmbildare ger ett sprött nagellack så därför tillsätts mjukgörare. Här används ofta högmolekylära estrar som kamfer eller dibutylftalat. Även ricinolja brukar ingå i kombination med någon ester.
Många nagellack innehåller hälsoskadliga ämnen, till exempel formaldehyd , toluen eller DBP. Hudkontakt bör därför undvikas.

## Historia
Kleopatra använde sig av olja, puder, henna eller gummi arabicum för att färga sina naglar. I Kina användes under Mingdynastin en blandning av bivax, äggvita, gelatin, växtfärger och gummi arabicum. Det moderna nagellacket började användas i början av 1900-talet och det färgade nagellacket kom under 1930-talet. Det stora genombrottet för nagellack kom under 1930-talet från Hollywoods kändisar. Den person som anses ha startat trenden och  ägde flera olika nagellack var Charles Revson, som tillsammans med sin bror Joseph Revson och kemisten Charles Lachman, startade Revlon år 1932.